# Corredor de Siliguri

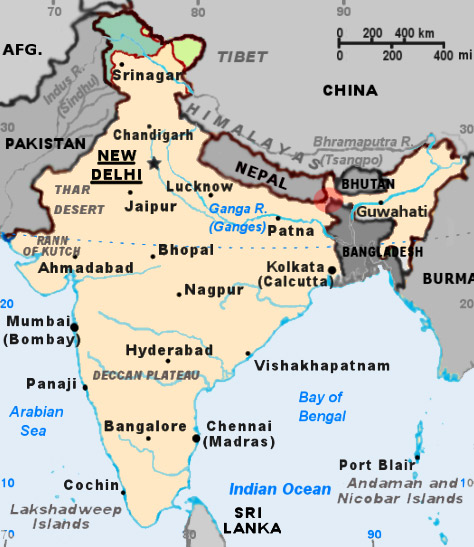
O Corredor de Siliguri é a faixa de território indiano em destaque no círculo vermelho.

O Corredor de Siliguri (em bengali:  শিলিগূড়ি করিডোর) (ou Chicken's Neck em inglês, em bengali:  চিকেন নেক, "pescoço de galinha") é uma pequena faixa de terra localizada no estado indiano de Bengala Ocidental, que liga os estados do nordeste da Índia ao restante do território da Índia. Este "istmo" de terra possui apenas 21 km de largura, na qual Nepal e Bangladesh encontram-se em cada lado do corredor e o reino do Butão está localizado no lado norte. 
A maior cidade da área é Siliguri, localizada no estado de Bengala Ocidental. Esta constitui o eixo central das conexões entre Nepal, Butão, Sikkim e o território do nordeste indiano. Este corredor foi criado em 1947 depois que o estado de Bengala foi dividido entre a Índia e o Paquistão Oriental (atual Bangladesh). Este trecho deu a Índia o acesso ao território de Assam. Esta pequena área é fortemente controlada pelo exército indiano, apesar disso é uma zona de trânsito entre os rebeldes de Bangladesh e das guerrilhas maoistas do Nepal que tentam escapar de seus respectivos governos, bem como para o tráfico de armas e drogas.
Esta região é atravessada por importantes rodovias e ferrovias. Recentemente, os três países menores da região (Nepal, Butão e Bangladesh) propuseram a criação de uma área de livre comércio à Índia, para a livre circulação de mercadorias e serviços.